# Palatuo (Monarquia Lusitana)
Palatuo é uma figura lendária, supostamente filho de Romo, que reinava na Andaluzia, fazendo parte da lista de reis lendários mencionados por vários autores portugueses e espanhóis (entre os Séc. XVI e XVIII).[carece de fontes?]

## Monarchia Lusytana (de Bernardo Brito)
Bernardo de Brito, na Monarchia Lusytana, refere que Palatuo após suceder a seu pai Romo, é derrotado por Licínio capitão da parte lusitana, também conhecido como Caco. Palatuo teria recuperado o poder com a ajuda dos Argonautas, e de um certo Hércules grego. 
É mencionado na Monarchia Lusytana no Capítulo 19:

De Licínio, capitão dos Lusitanos, e das batalhas que teve com Palato, rei da Andaluzia, até que Hércules Grego chegou a Espanha, com favor do qual Licínio ficou vencido, e Palatuo seguro em seu reino..